# 礼县
礼县是中华人民共和国甘肃省陇南市下属的一个县，位于甘肃东部，西汉水上游。与之接壤的县市有：东边天水市、西和县，西边宕昌县、岷县，南边武都区，北边武山县、甘谷县。

## 历史沿革
北魏置汉阳郡，治所在兰仓；西魏改汉阳郡为汉阳县，属长道郡；明成化九年（1473年）始置礼县，设县城于所城西（今礼县城穿城门以东为所城），领于秦州而属巩昌府。

## 行政区划
礼县下辖22个镇和7个乡：
城关镇、盐官镇、石桥镇、白河镇、宽川镇、永兴镇、祁山镇、红河镇、永坪镇、中坝镇、罗坝镇、雷坝镇、崖城镇、洮坪镇、龙林镇、固城镇、江口镇、湫山镇、白关镇、桥头镇、王坝镇、滩坪镇、马河乡、上坪乡、雷王乡、沙金乡、草坪乡、肖良乡和三峪乡。

## 特产
礼县大黄、礼县热面皮、礼县苹果：中国地理标志产品。